# Amblymora samarensis
Amblymora samarensis är en skalbaggsart som beskrevs av Stefan von Breuning 1947. Amblymora samarensis ingår i släktet Amblymora och familjen långhorningar.
Artens utbredningsområde är Filippinerna. Inga underarter finns listade i Catalogue of Life.